# هتل و کازینوی آریا
استراحتگاه و قمارخانه آریا (به انگلیسی: Aria Resort and Casino) یک استراحتگاه و قمارخانه مجلل و باشکوه در لاس وگاس استریپ در شهر پارادایس، نوادا است.

آریا شامل دو برج شیشه‌ای منحنی است و تعدادی برج کوچکتر که همگی دربردارنده اتاق‌ها و سوییت‌های هتل می‌باشند. این مکان در تاریخ ۱۶ دسامبر ۲۰۰۹ به عنوان یک سرمایه‌گذاری مشترک بین اقامتگاه‌های بین‌المللی ام‌جی‌ام و دوبی ورلد افتتاح شد. این هتل با داشتن مساحتی معادل ۴٬۰۰۰٬۰۰۰ فوت مربع (۳۷۰٬۰۰۰ مترمربع) و ۶۰۰ فوت (۱۸۰ متر) ارتفاع بزرگترین و بلندترین ساختار در سیتی سنتر است. برج ۶۱ و ۵۱ طبقه‌ای شامل پنج هتل الماسی با ۴٬۰۰۴ اتاق و سوئیت، ۱۶ رستوران، ۱۰ بار و کلوب شبانه و یک قمارخانه با مساحت ۱۵٬۰۰۰ متر مربع (۱۴٬۰۰۰ متر مربع) است. این استراحتگاه دارای ۲۰٬۰۰۰ متر مربع فضای استخر با ۳۴ کتام و (۷٬۴۰۰ مترمربع سالن و اسپا و ۲۸٬۰۰۰ متر مربع مرکز کنوانسیون و یک تئاتر با ۱٬۸۰۰ صندلی است که تا پایان ۳۰ آوریل ۲۰۱۶ میزبان سیرک آفتاب بود می‌باشد.

از جمله مهم‌ترین جنبه‌های آریا ترکیب فناوری در طراحی داخلی و خارجی هتل به ویژه برای کاهش مصرف انرژی است. این بزرگترین هتل در جهان است که گواهی پیشرو در طراحی محیطی و انرژی را به دست آورده‌است. زمانی که یک مهمان وارد یا خارج از اتاق می‌شود با توجه به اتاق‌های هوشمند خود به‌طور خودکار پرده‌ها را تنظیم می‌کند، چراغ‌ها و وسایل برقی استفاده نشده را خاموش می‌کند. آریا در مجله پاپیولر مکانیکس به عنوان پیشرفته‌ترین هتل که تاکنون ساخته شده معرفی شده‌است. این ویژگی پیشتر توسط استیو وین در هتل کازینوی انکور و وین به کار گرفته شده بود و هتل وین اولین هتلی در لاس وگاس بود که از این امکان بهره مند بود و سپس هتل آریا نیز بدان مجهز گردید.
این هتل یکی از خوشبوترین هتلهای لاس وگاس است و در داخل آن همواره بوی وانیل به مشام میرسد و در این رابطه جوایزی را نیز دریافت نموده است.

## تاریخچه
زمین آن در گذشته متعلق به پارکینگ کارکنان بلاژیو بوده است و سیتی سنتر، کوششی بوده است که در راستای تجاری سازی این قسمت صورت گرفته است. امروزه پارکینگ کارکنان هتل بلاژیو و دیگر هتلهای سیتی سنتر - که همگی متعلق به اقامتگاه‌های بین‌المللی ام‌جی‌ام است، - در غرب این هتل ها واقع شده اند و با عنوان MGM Employees Parking Garage شناخته میشوند.
پارکینگ سابق کارکنان هتل بلاژیو نیز در سایت اولیه گلف کورس هتل کازینوی دونز (به انگلیسی: Dunes Hotel and Casino) ساخته شده بودند و قبل از تخریب آن توسط استیو وین و توسعه هتل های جدید (بلاژیو، مانته کارلو، جاکی کلاب و بوردواک)، این گلف کورس از بین رفت و سایت آن بدین منظور تحت کاربری قرار گرفت.
آریا توسط اقامتگاه‌های بین‌المللی ام‌جی‌ام به عنوان بخشی از پروژه توسعه سیتی سنتر در ۱۰ نوامبر ۲۰۰۴ معرفی شد. طراحی معماری آریا توسط سزار پلی انجام شد و ساخت و ساز در اوایل سال ۲۰۰۶ و بر روی زمین قرار گرفته بین هتل و کازینوی مونته کارلو و بلاژیو (هتل و کازینو) آغاز شد. این فضا پیش از این توسط هتل و کازینو، فروشگاه‌های خرده فروشی و پارکینگی بزرگ اشغال شده بود. پس از حفاری بنیاد این بنا در ژوئن ۲۰۰۶ ریخته شد. پیشرفت عمودی در سپتامبر ۲۰۰۷ آغاز شد. در آن زمان کارگران ساختمانی به ازای هر هفت روز یک طبقه پیشرفت به ارتفاع نهایی ۶۱ طبقه رسیدند. در میان پروژه‌های در حال توسعه در سال ۲۰۰۷ شرکت توسعه جهانی بی‌نهایت شرکت تابعه دوبی ورلد، برای سرمایه‌گذاری ۵۰ درصد سهام پروژه سیتی سنتر، حدود ۲٫۷ میلیارد دلار سرمایه‌گذاری کرد. از این لحظه، آریا به‌طور مشترک متعلق به ام‌جی‌ام و دوبی ورلد بود و ام‌جی‌ام تنها مسئول عملیات و مدیریت بود. این مجتمع در تاریخ ۱۶ دسامبر ۲۰۰۹ گشایش یافت و در همان ماه مانند د کریستالز به مجتمع خرید خرده فروشی متصل شد.

## طراحی
ساختار ساختمان تشکیل شده از دو برج شیشه‌ای با مختصات خمیده‌خط با ۶۱ طبقه ارتفاع است. در پایه برج‌های متصل شده یک محوطه قمارخانه و سه محوطه است که مواد طبیعی از جمله گل‌ها، شیشه، چوب و سنگ را شامل می‌شود. طراحی آریا به عنوان یک موضوع کلی مطرح شده‌است. به دلیل قرار دادن آن در مرکز سیتی سنتر به عنوان یکی از ویژگی‌های مرکزی به نام آریا نامگذاری شد زیرا آریا نقاط کانونی در اپرا هستند.

### ورودی و راهرو
آثار هنری در سراسر راهرو و داخل ساختمان گنجانده شده‌است. ورودی اصلی شامل یک ویژگی به نام «لومیا» است که همگام سازی انفجار آب با موسیقی است. مایا لین طراح یادبود کهنه‌سربازان ویتنام در واشینگتن دی سی، یک مجسمه نقره‌ای ۲۷ متری با الهام از رودخانه کلرادو ایجاد کرده که به نام رودخانه نقره‌ای معروف است.

### هتل
آریا شامل ۴٬۰۰۴ اتاق هتل در ۴٬۰۰۰٬۰۰۰ فوت مربع (۳۷۰٬۰۰۰ متر مربع) است. سوئیت‌ها ۵۶۸ اتاق را تشکیل می‌دهند و از نظر انجمن خودرو آمریکایی و فوربز پنج ستاره هستند. در سال ۲۰۰۹، آریا یکی از ۹ هتل بزرگ جهان از لحاظ تعداد اتاق‌ها بود. همه اتاق‌ها یک سیستم لمسی دارند که به‌طور خودکار پرده‌ها را تنظیم می‌کنند، چراغ‌ها و لوازم الکترونیکی را غیرفعال می‌کند. ابعاد اتاق در ۴۸ متر مربع آغاز می‌شود. سوئیت‌های استاندارد از ۹۸ تا ۱۹۱ متر مربع هستند. تمام اتاق‌های خارج از اسکای سوئیت غیر سیگاری هستند.

### قمارخانه
تنها قمارخانه در مجتمع سیتی سنتر در آریا واقع شده‌است. ۱۴٬۰۰۰ متر مربع فضای بازی شامل پوکر و انواع بازی‌های دیگر است. لیمونگراس اولین رستوران تایلندی که در لاس وگاس باز می‌شود یکی از رستوران‌های متعدد واقع در قمارخانه است.

## رویدادهای محبوب
- فیلم آخرین وگاس با هنرنمایی مایکل داگلاس، رابرت دنیرو، مورگان فریمن، کوین کلاین.[۱۸]
- فیلم اکنون مرا می‌بینی با هنرنمایی جسی آیزنبرگ، مارک رافلو، وودی هارلسون، ملانی لوران، آیلا فیشر، دیو فرانکو.[۱۹]
- فیلم جیسون بورن با هنرنمایی مت دیمون، آلیسیا ویکاندر، ونسان کسل، تامی لی جونز.[۲۰]

## نگارخانه

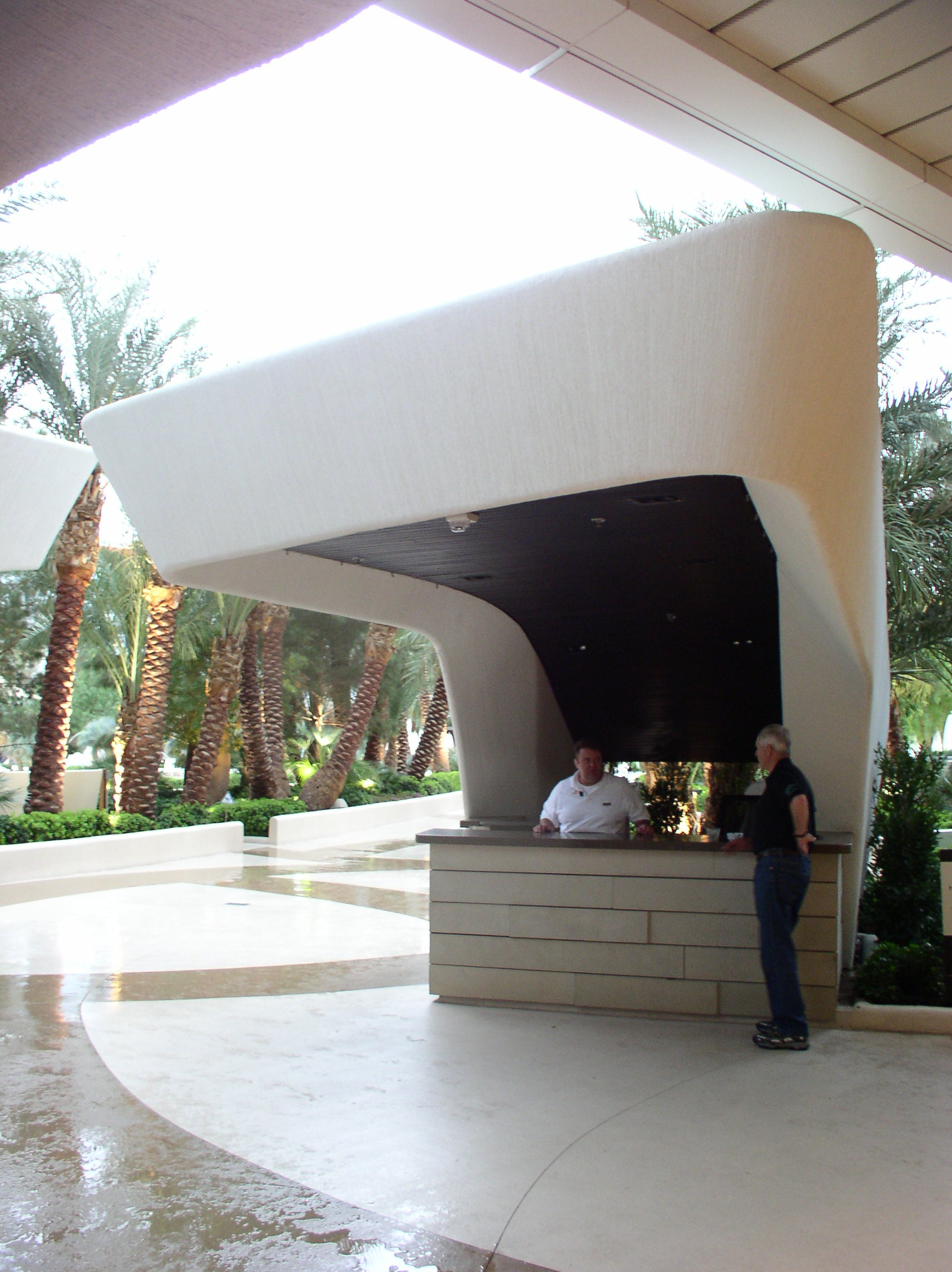
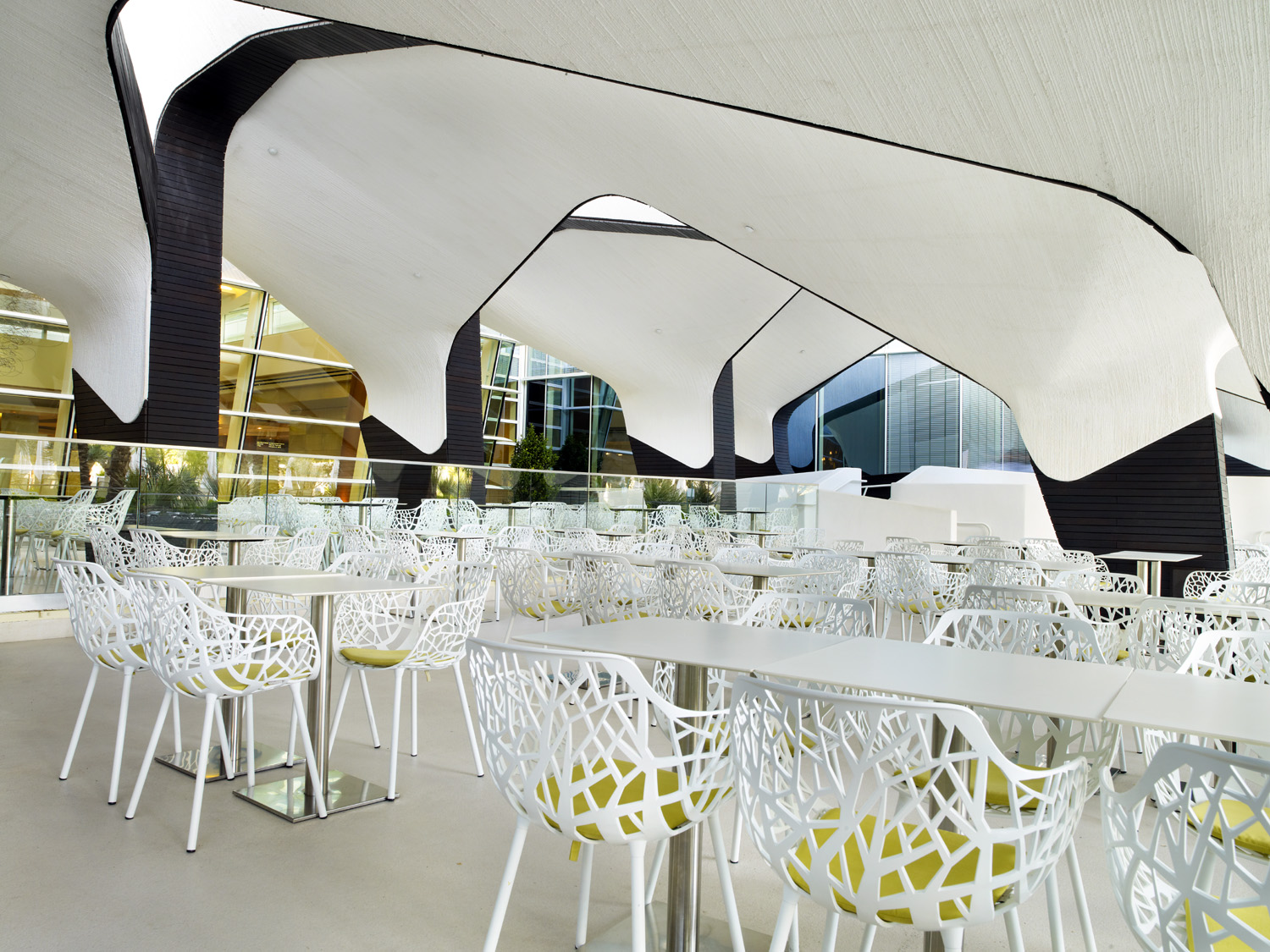
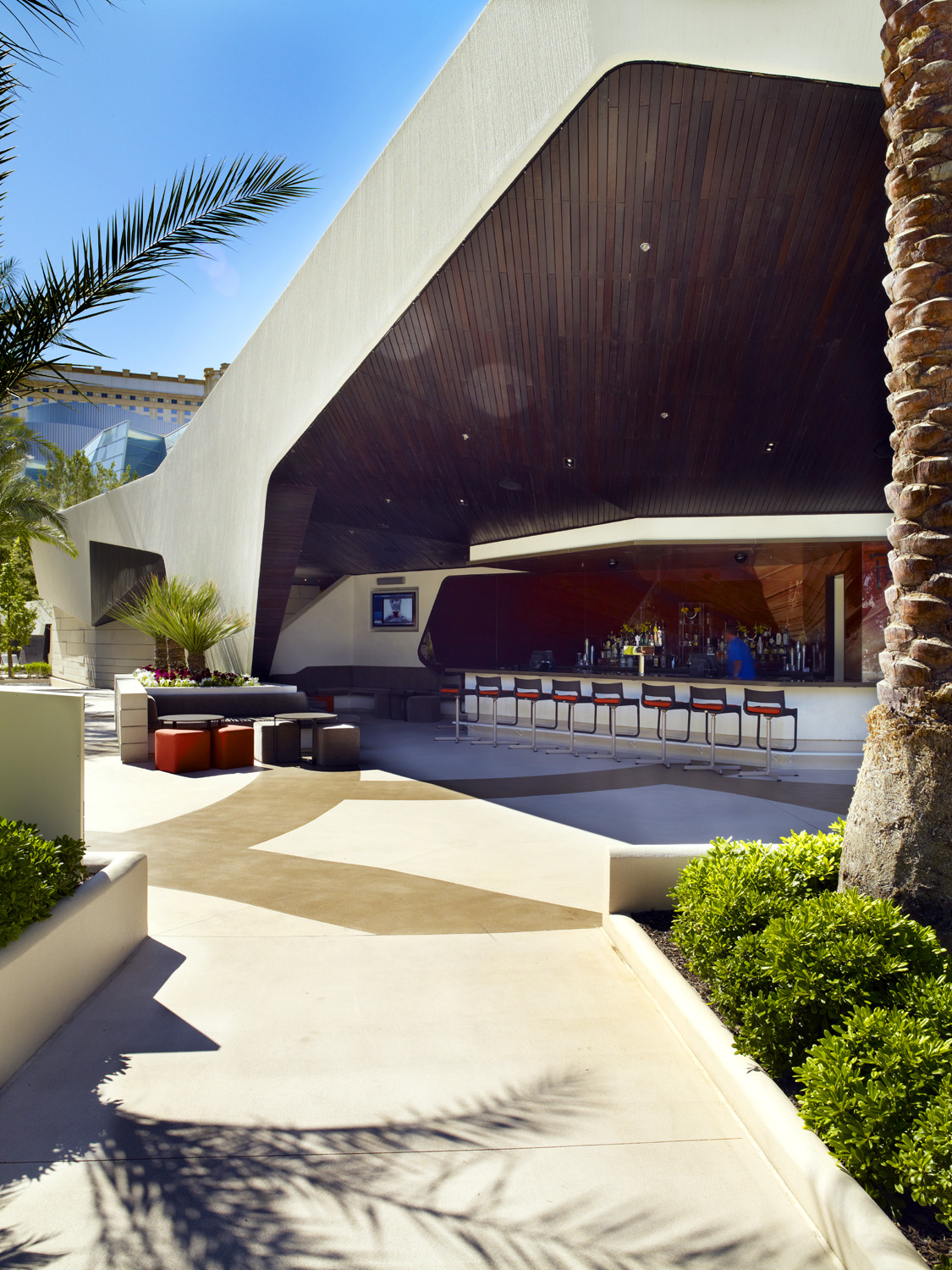
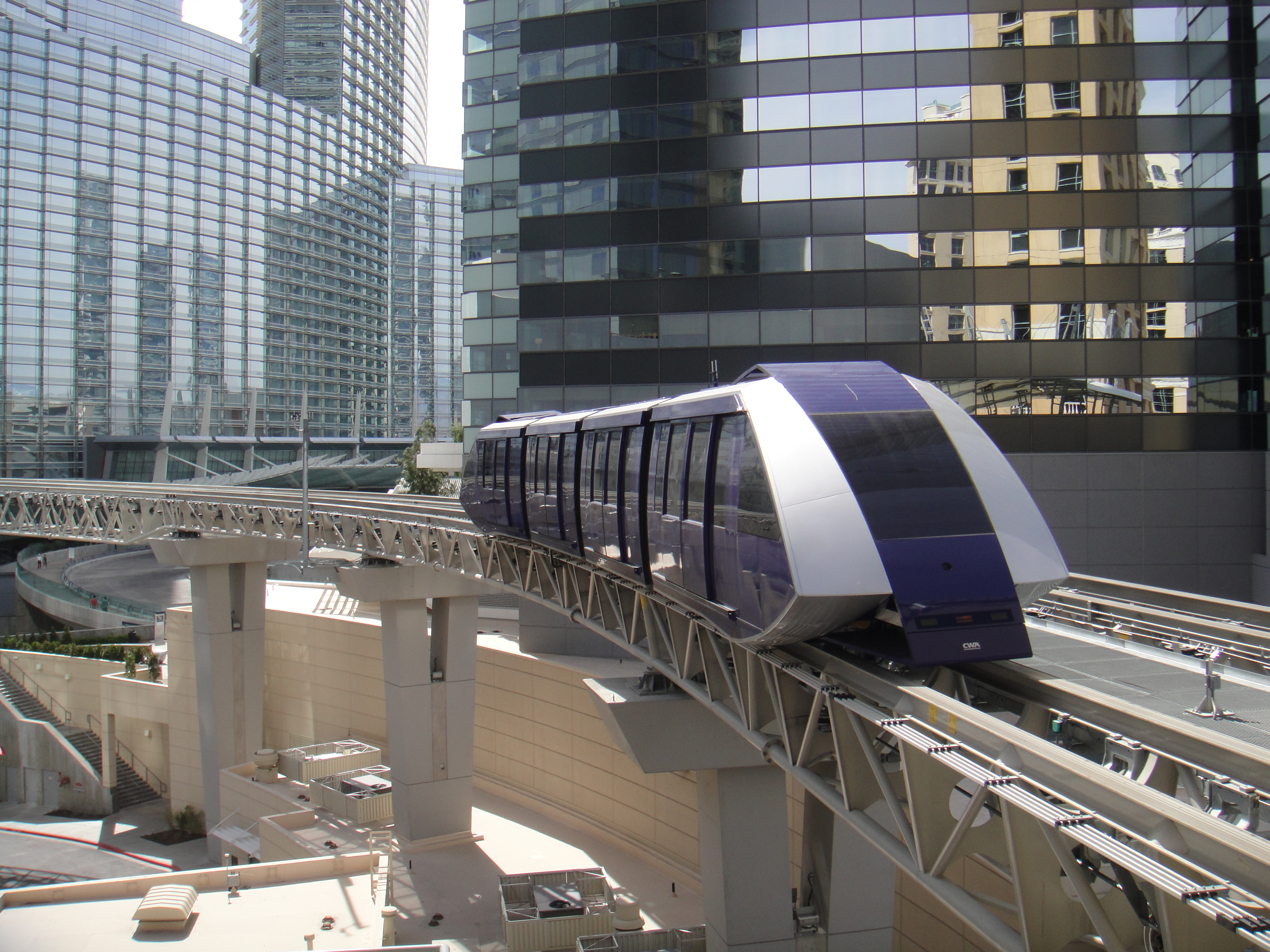
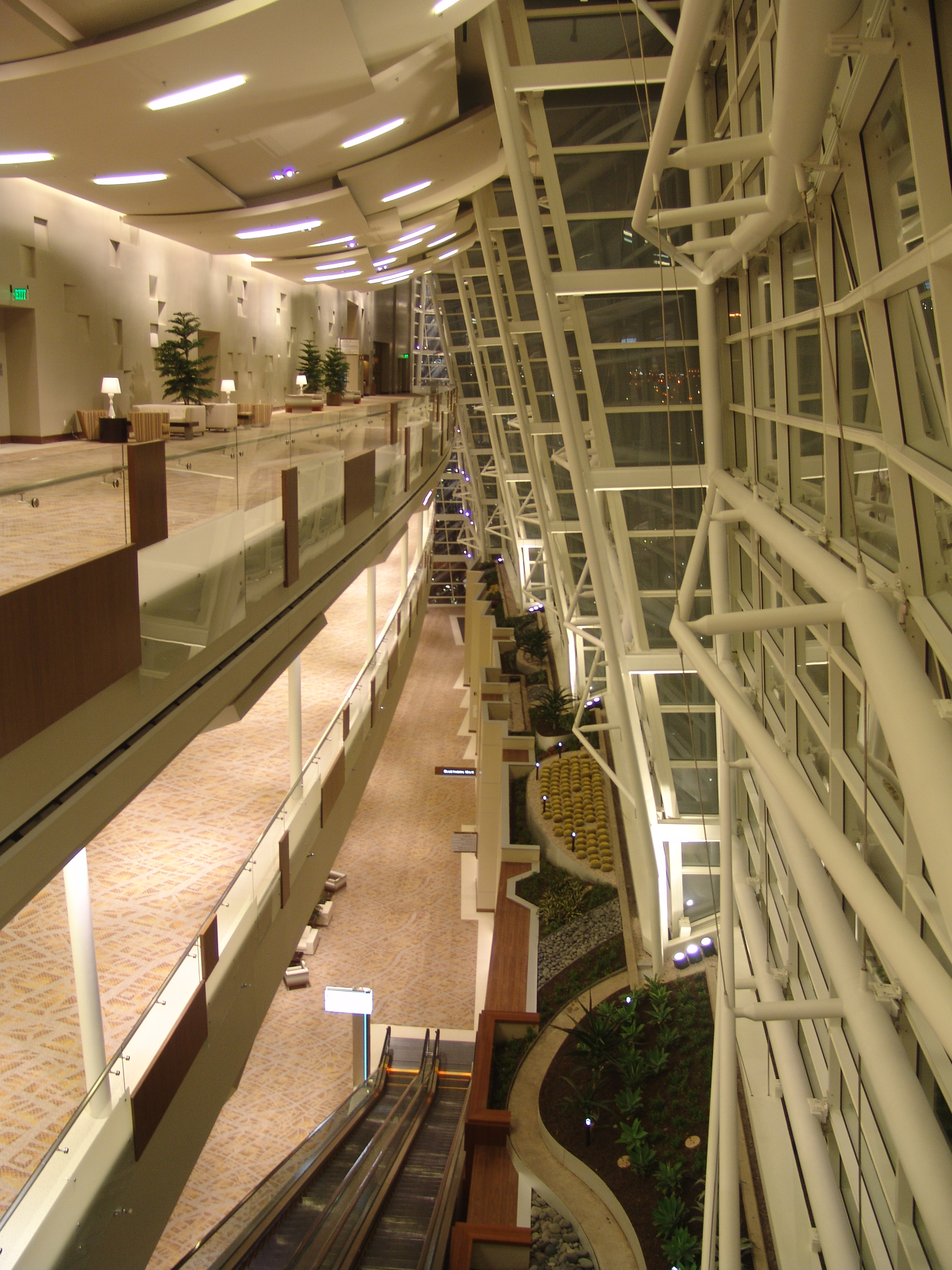
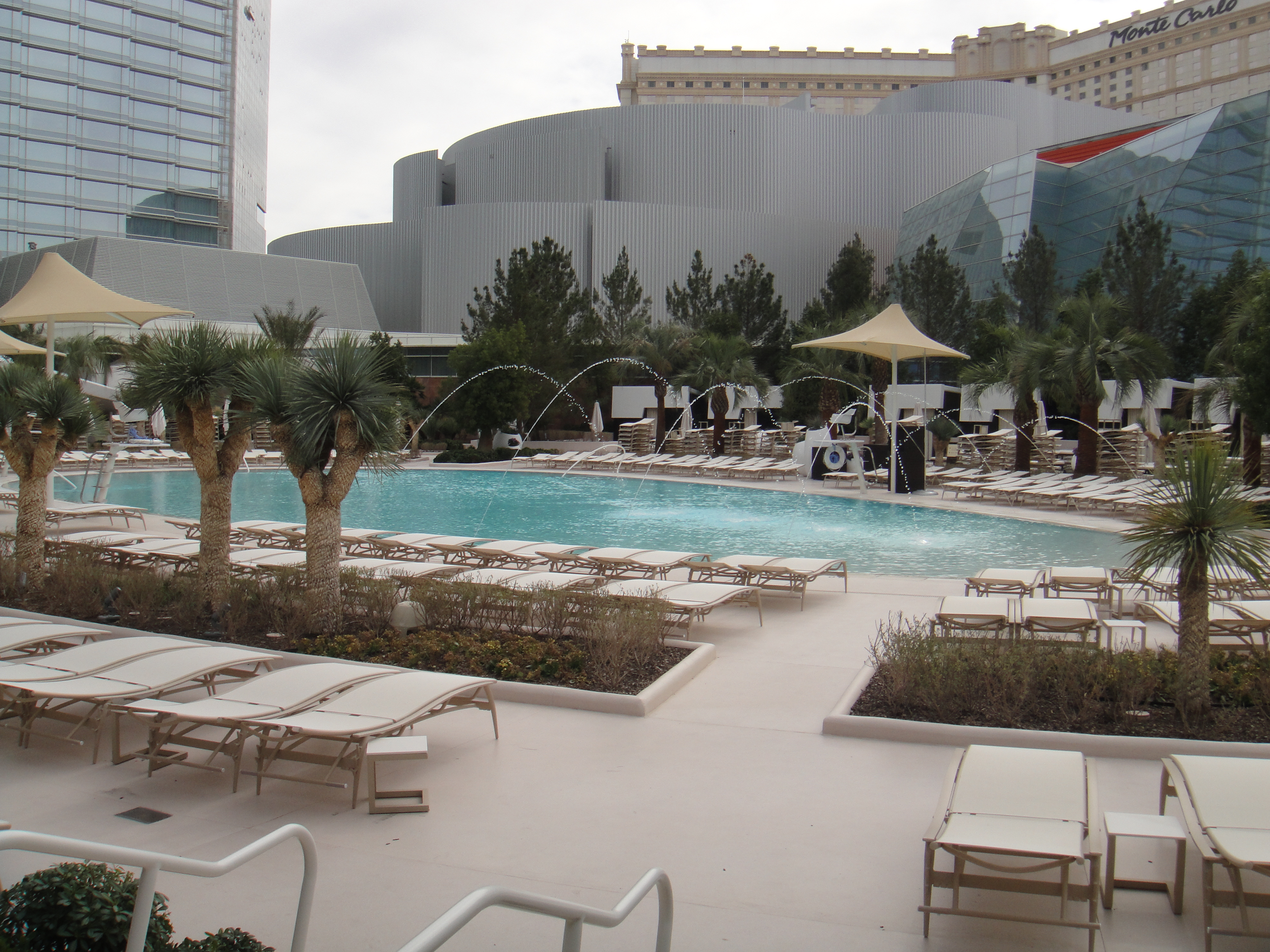
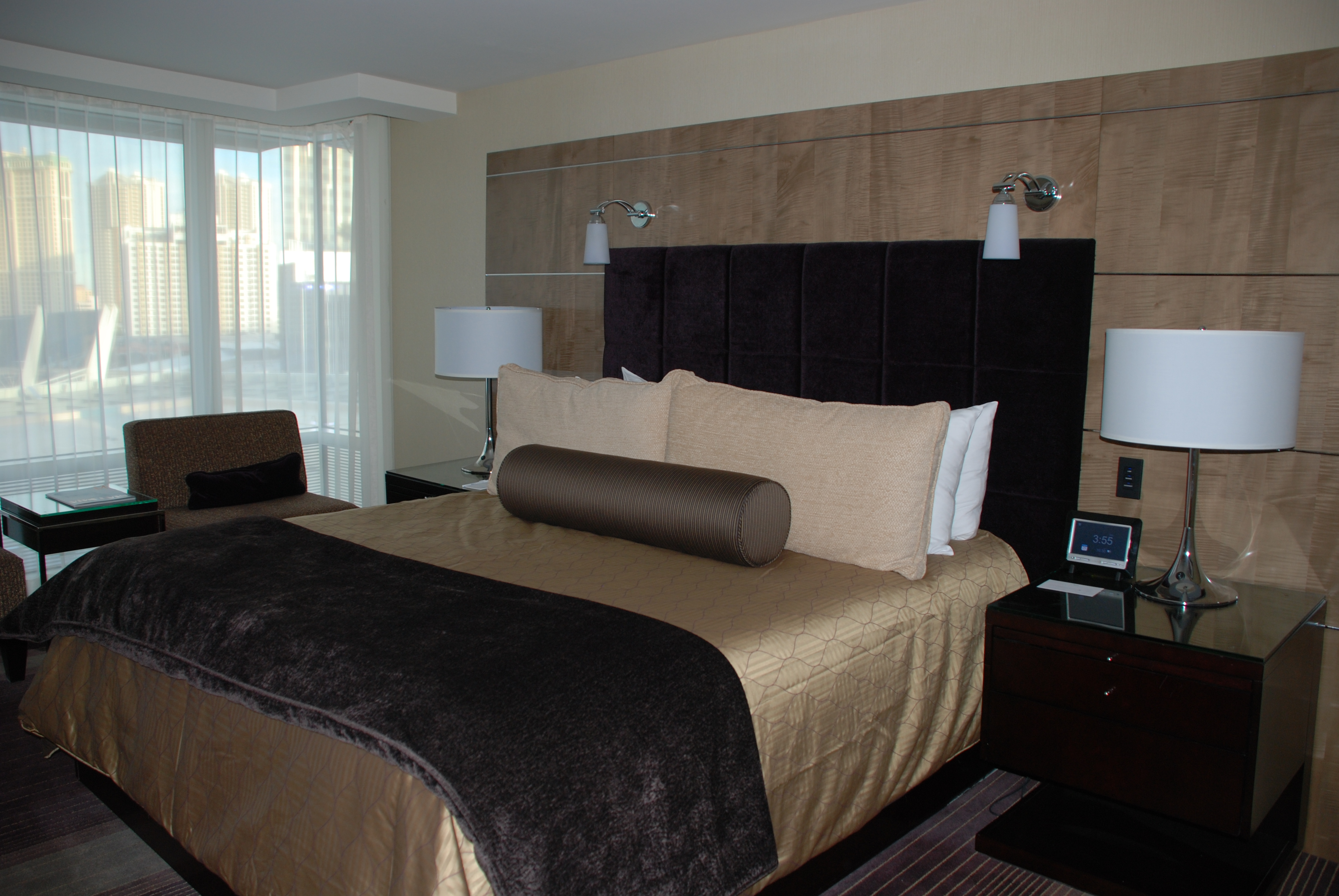
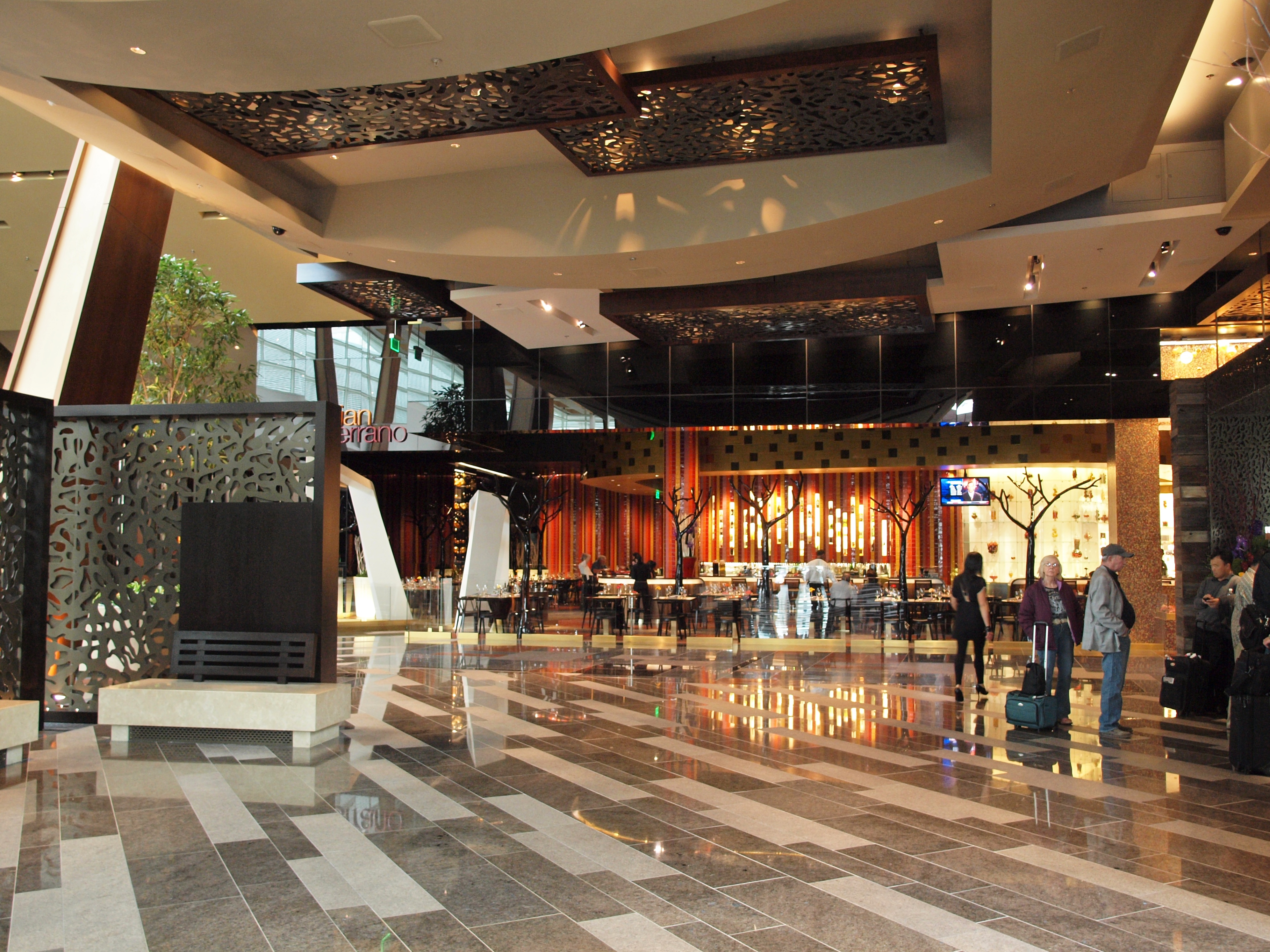
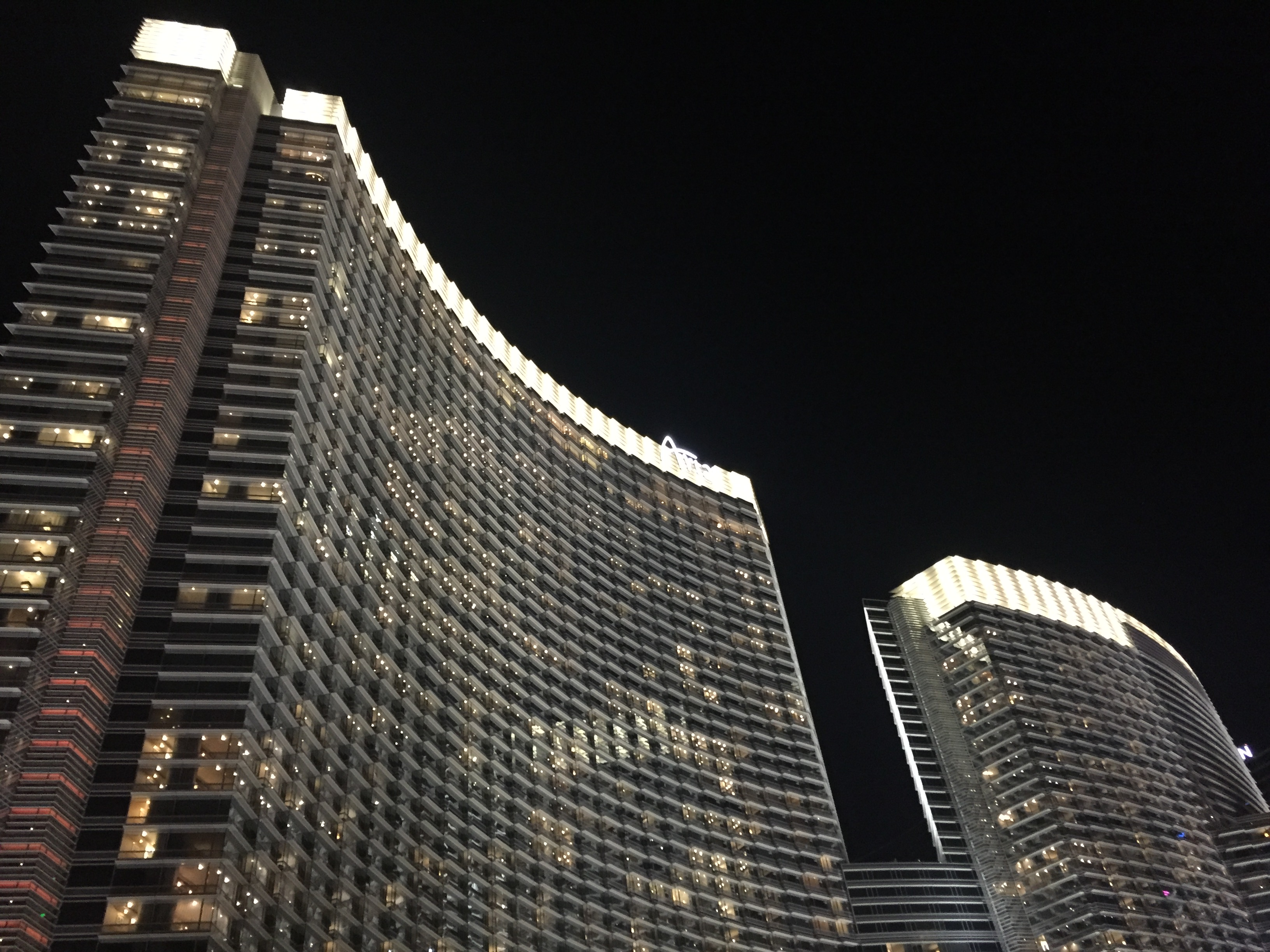
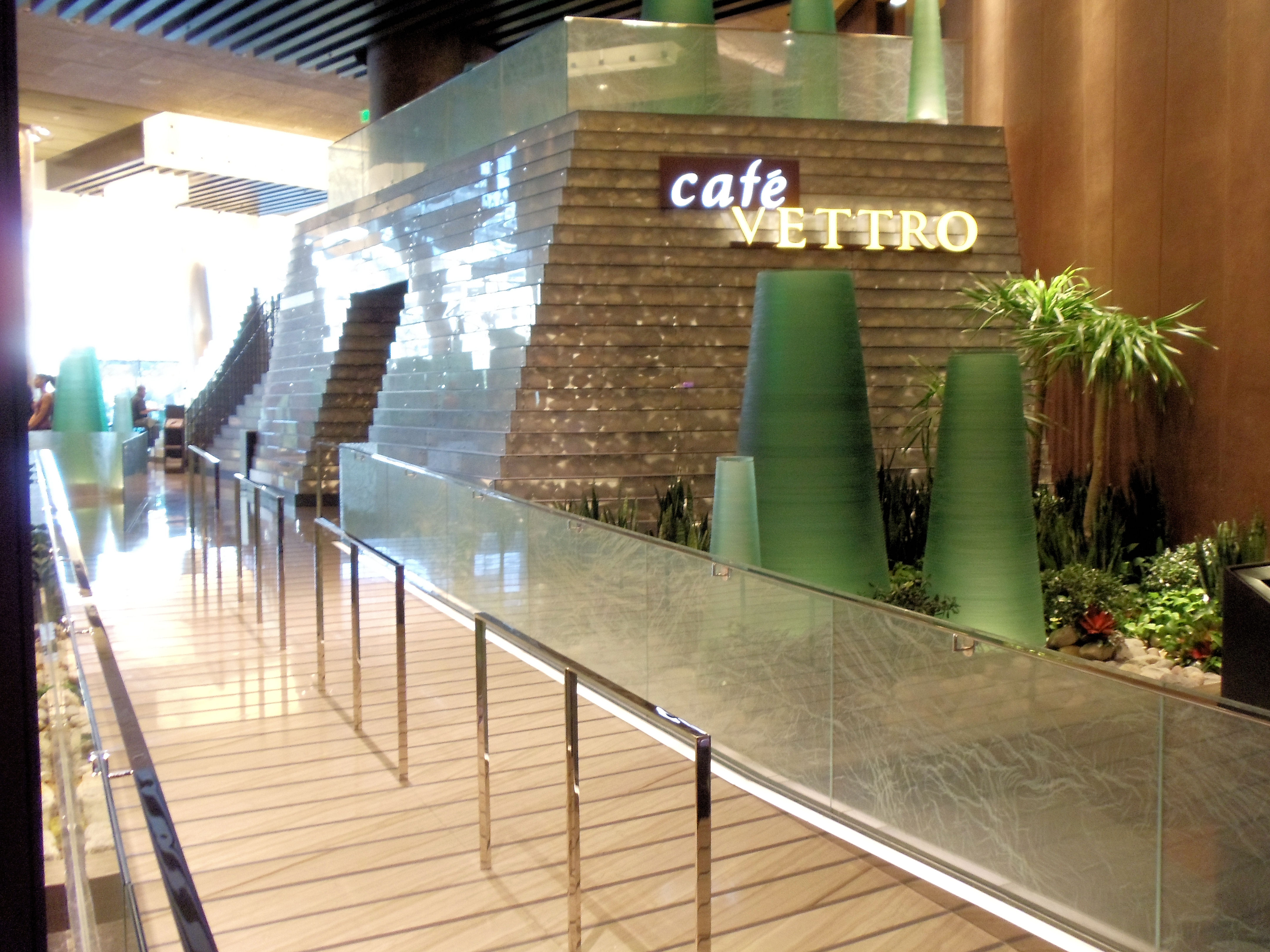
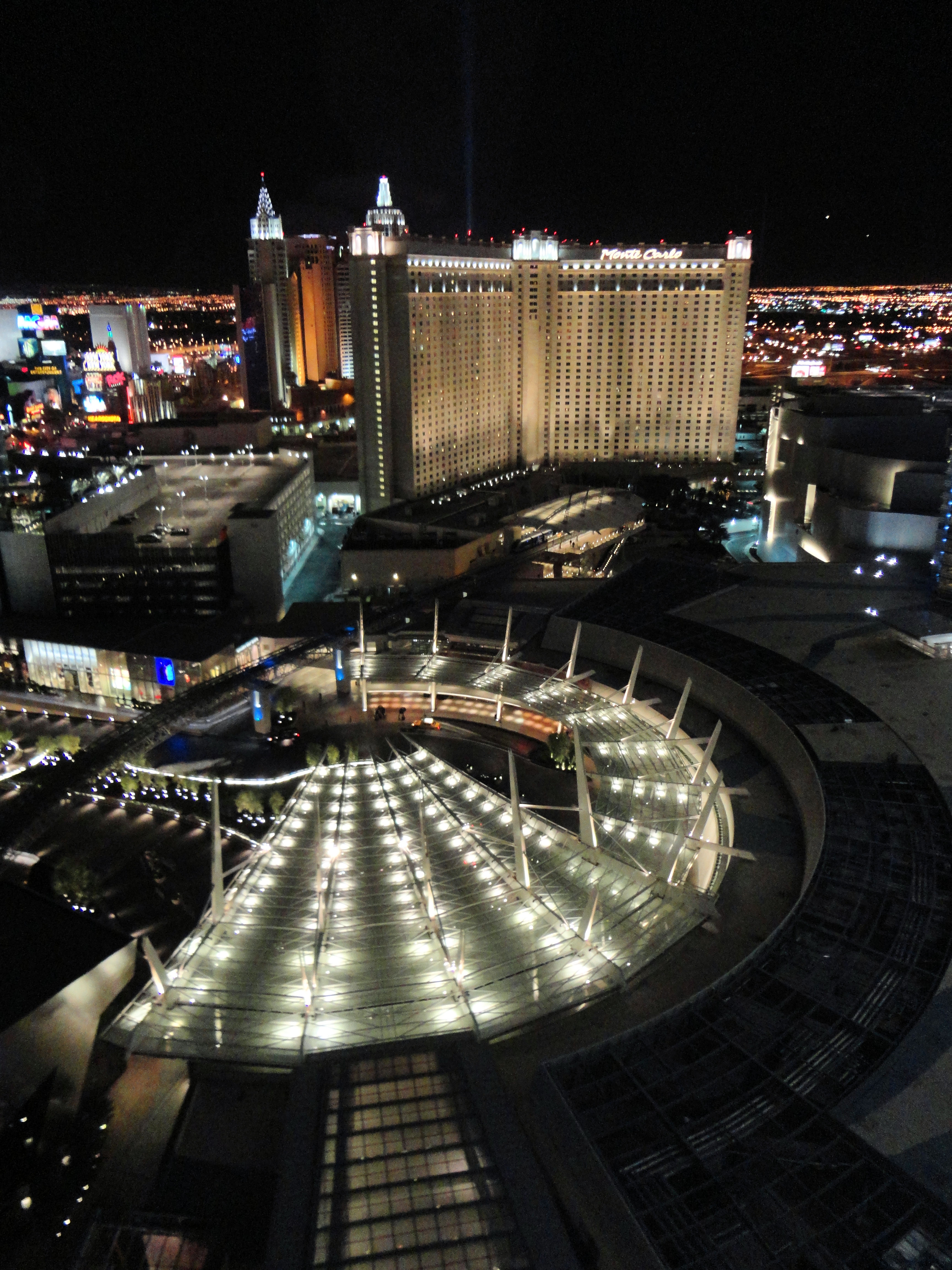
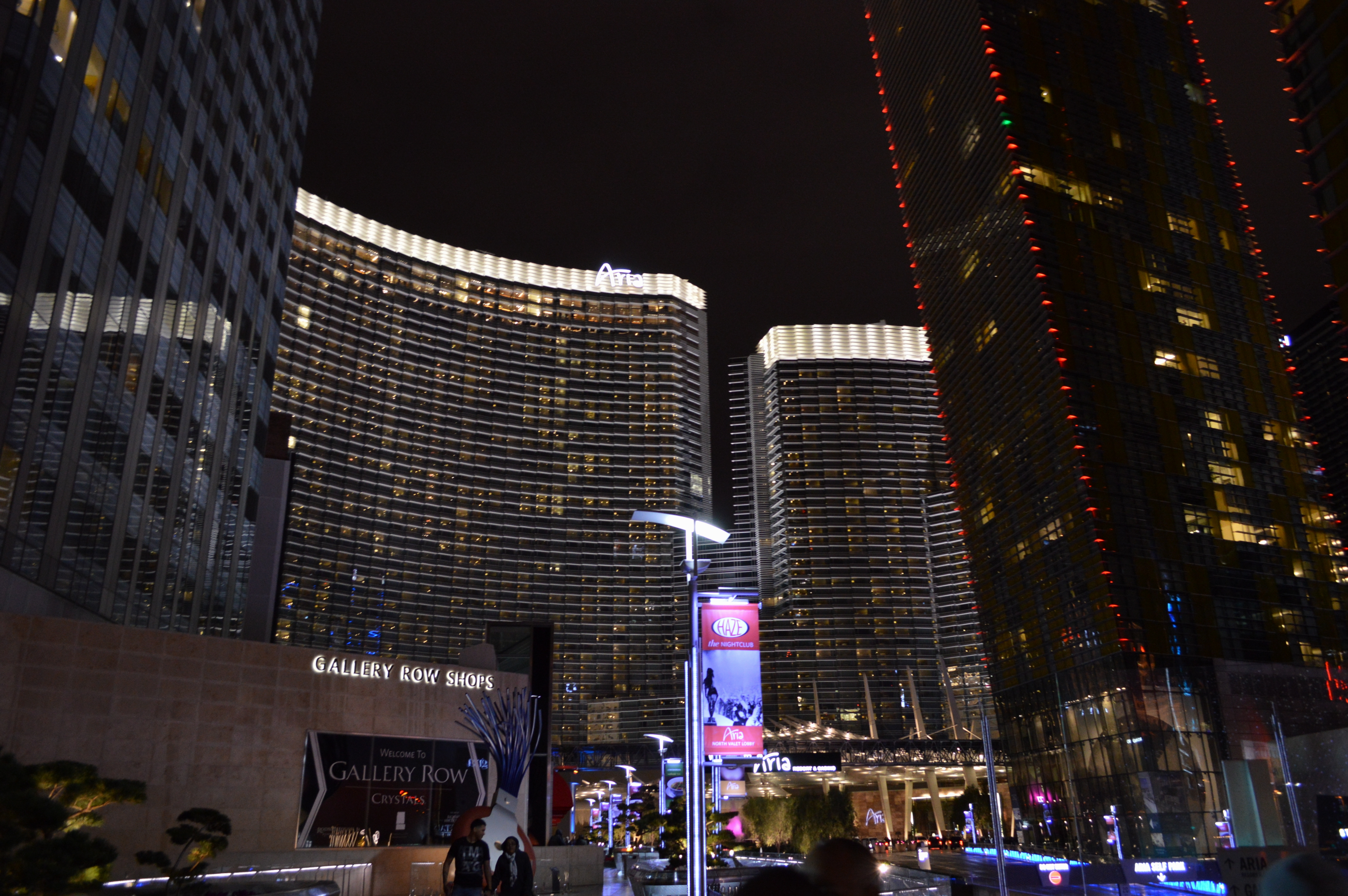
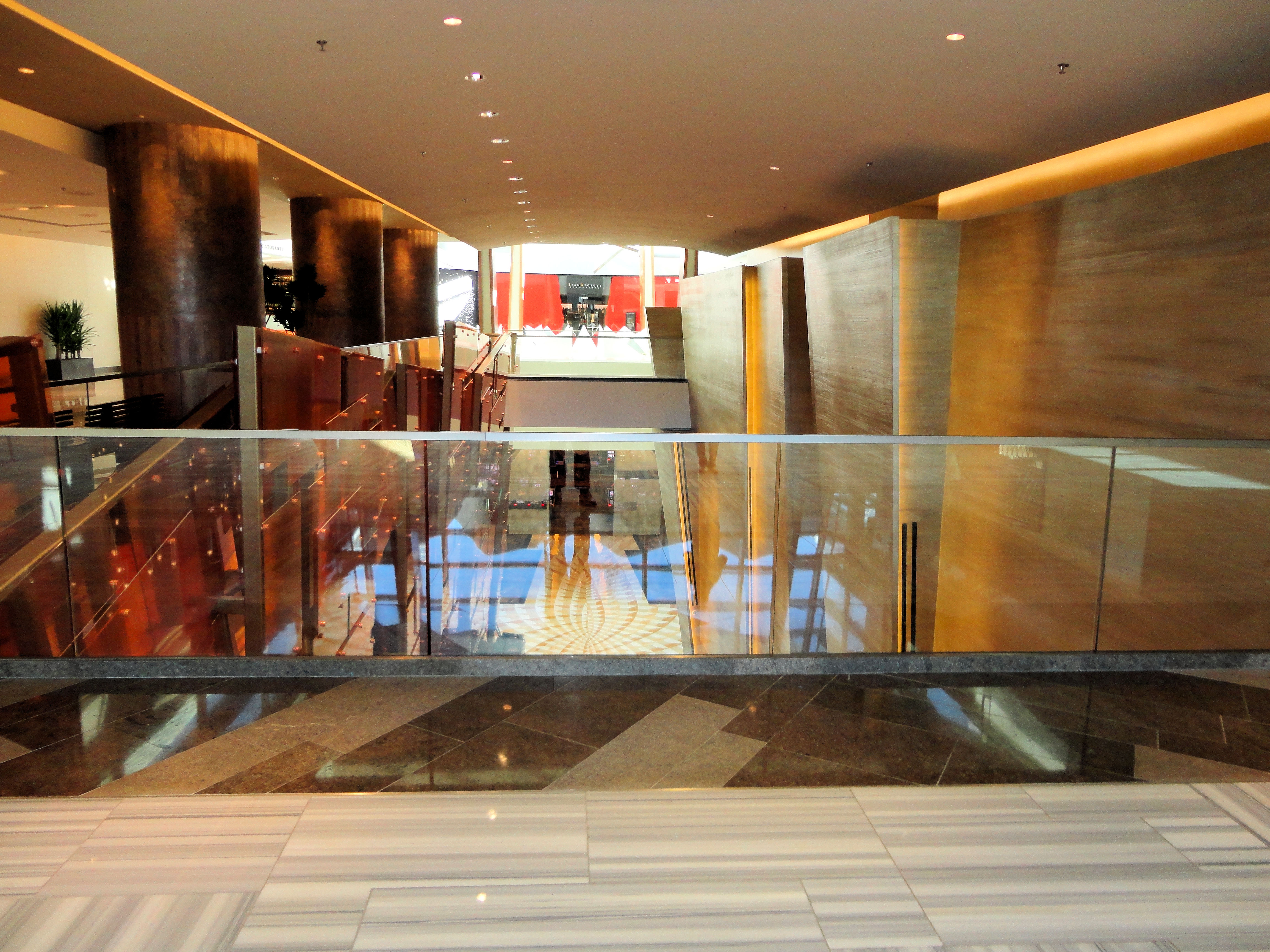
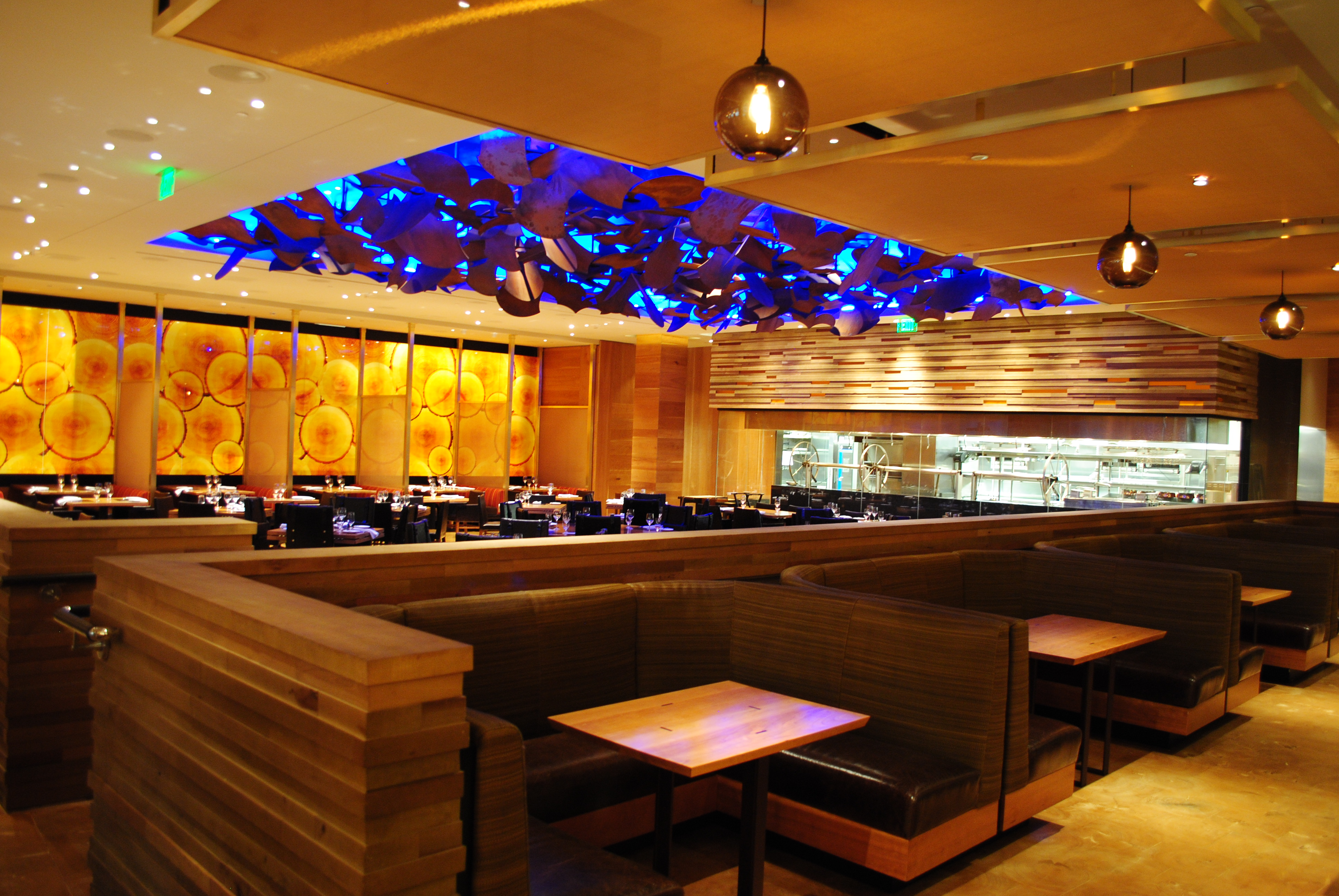